# Pócsmegyer
Pócsmegyer is een plaats (község) en gemeente in het Hongaarse comitaat Pest. Pócsmegyer telt 1244 inwoners (2001).

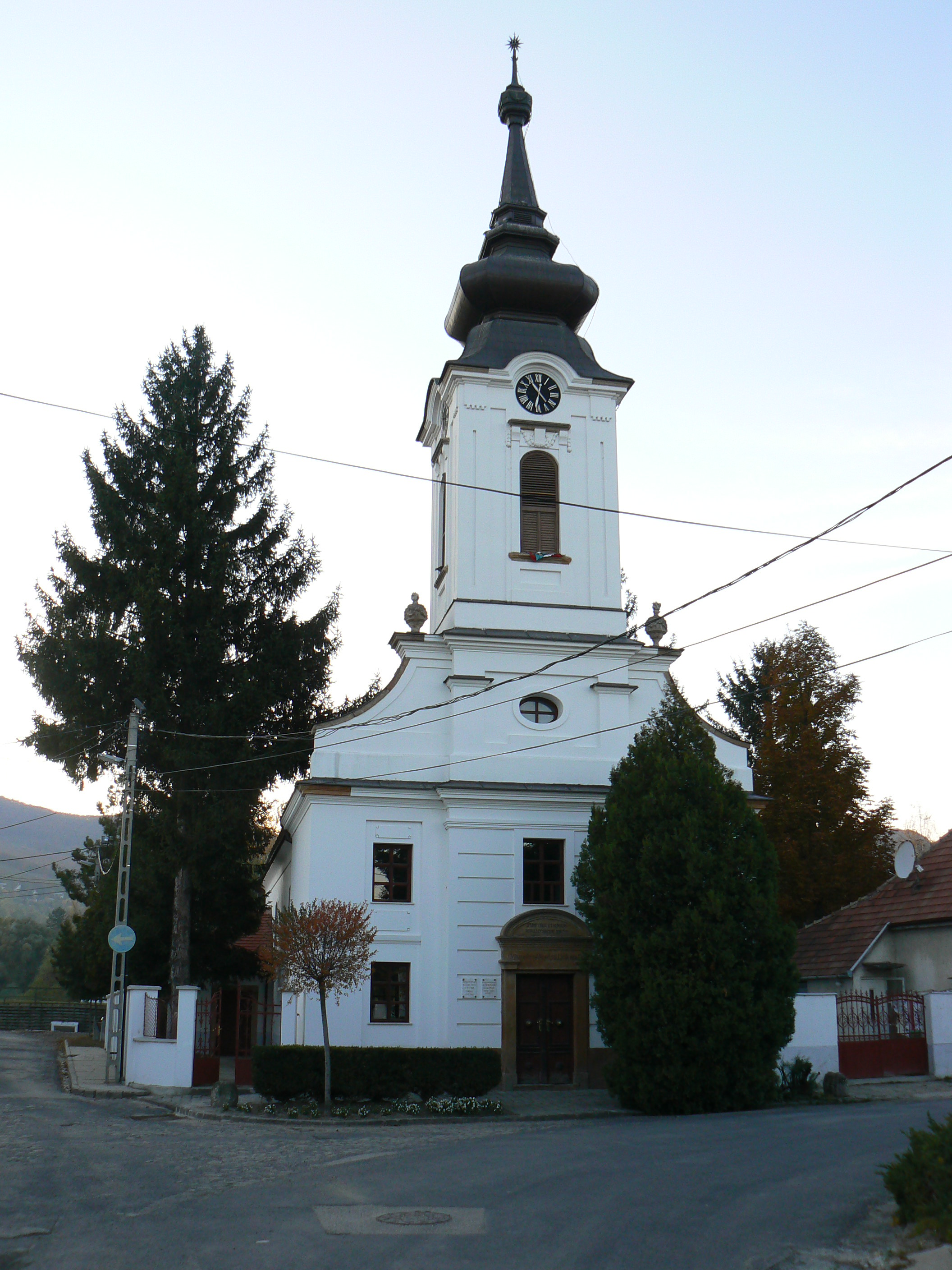
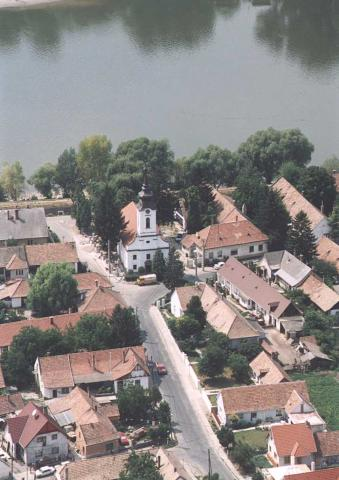